# Vilalba Sasserra
Vilalba Sasserra (em catalão e oficialmente) ou Villalba Saserra (em castelhano) é um município da Espanha na comarca de Vallès Oriental, província de Barcelona, comunidade autónoma da Catalunha. Tem 5,87 km² de área e em 2021 tinha 758 habitantes (densidade: 129,1 hab./km²).

## Demografia
| Variação demográfica do município entre 1991 e 2004[carece de fontes?] | Variação demográfica do município entre 1991 e 2004[carece de fontes?] | Variação demográfica do município entre 1991 e 2004[carece de fontes?] | Variação demográfica do município entre 1991 e 2004[carece de fontes?] |
| ---------------------------------------------------------------------- | ---------------------------------------------------------------------- | ---------------------------------------------------------------------- | ---------------------------------------------------------------------- |
| 1991                                                                   | 1996                                                                   | 2001                                                                   | 2004                                                                   |
| 297                                                                    | 338                                                                    | 491                                                                    | 544                                                                    |